# Wahaika
Un Wahaika est un type d’arme traditionnelle maorie. 

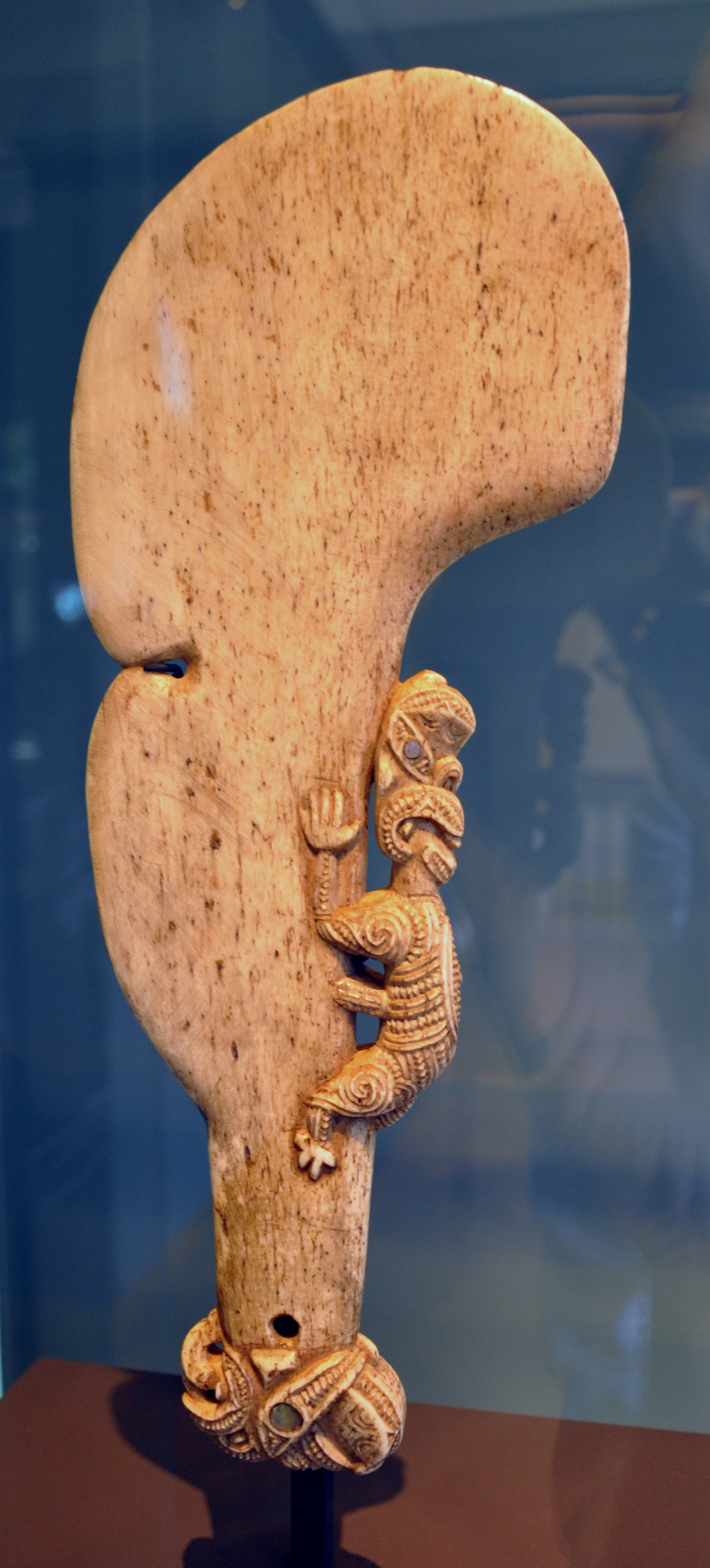
Wahaika, circa 1900. Rietberg Museum.

## Usage
Les wahaikas sont des massues courtes généralement faites en bois ou en os de baleine et utilisées comme arme de jet, ou pour frapper l’ennemi dans des combats rapprochés. Les wahaikas en os de baleine sont appelés wahaika parāoa. 
Wahaika se traduit par "bouche du poisson" en langue maorie,, en référence à l’encoche que l'on trouve d’un côté et qui est utilisée pour accrocher l’arme de l'adversaire. De l’autre côté, juste au-dessus de la poignée, la pointe concave est conçue pour frapper, particulièrement les tempes, le visage et les côtes de l’adversaire. Le reste du bord est tranchant comme une lame,,,.
Les wahaikas en bois sont souvent sculptés de motifs complexes. En plus d’être une arme de combat, les chefs de tribus brandissaient les wahaikas pendant les cérémonies et les discours, surtout s’ils voulaient que les gens prêtent attention à quelque chose d’important.

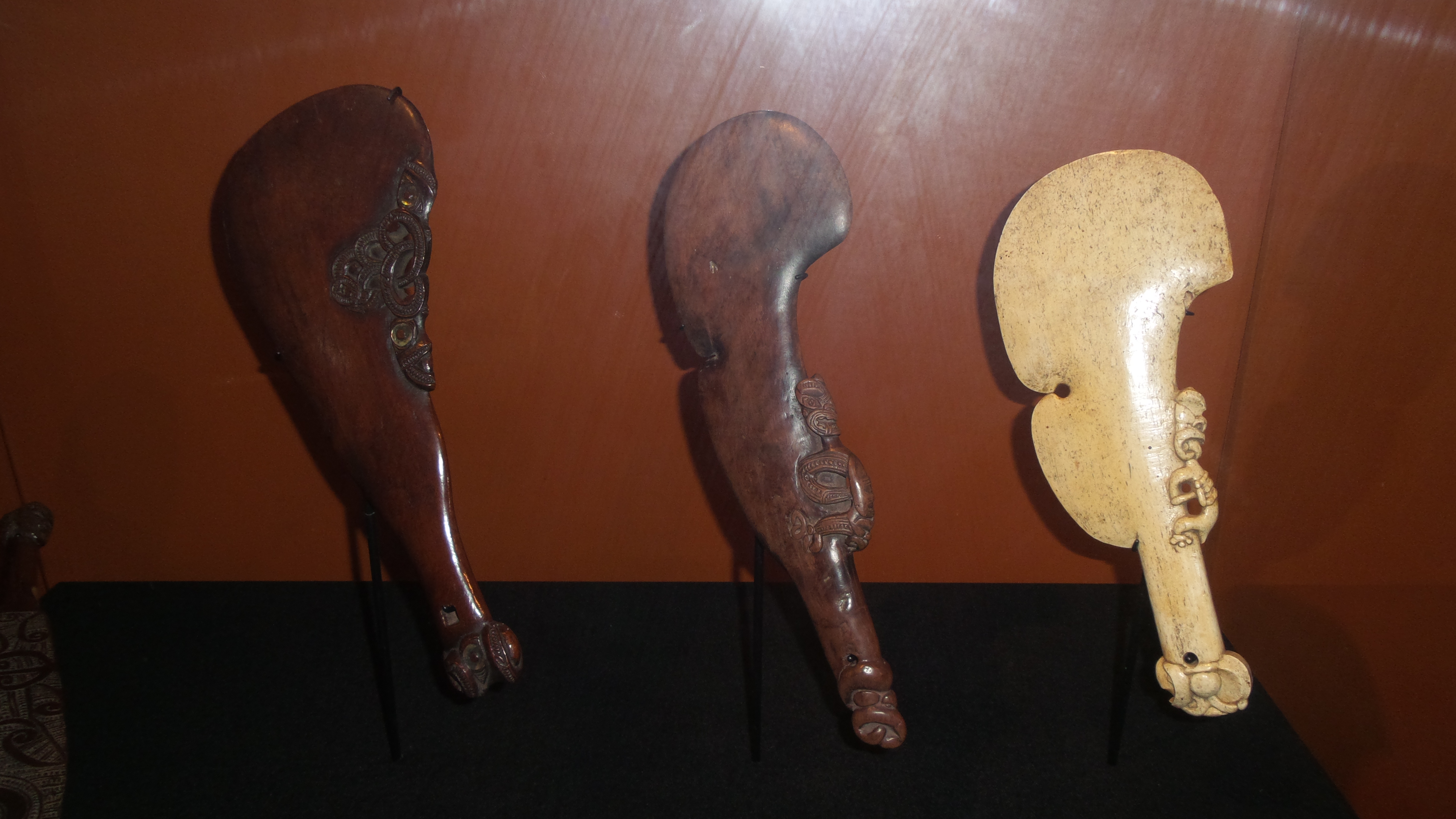
Deux wahaikas en bois et un en os de baleine au Te Papa Museum.